# 亞當斯縣 (愛達荷州)
亞當斯縣（英語：Adams County）是美国愛达荷州西部的一個縣，西鄰俄勒冈州，面積3,548平方公里。根據2020年美國人口普查，共有人口4,379人。縣治康索（Council）。該縣成立於1911年3月11日，縣名紀念第二任美国总统约翰·亚当斯。